# Dorcadion (djur)
Dorcadion är ett släkte av skalbaggar. Dorcadion ingår i familjen långhorningar.

## Bildgalleri

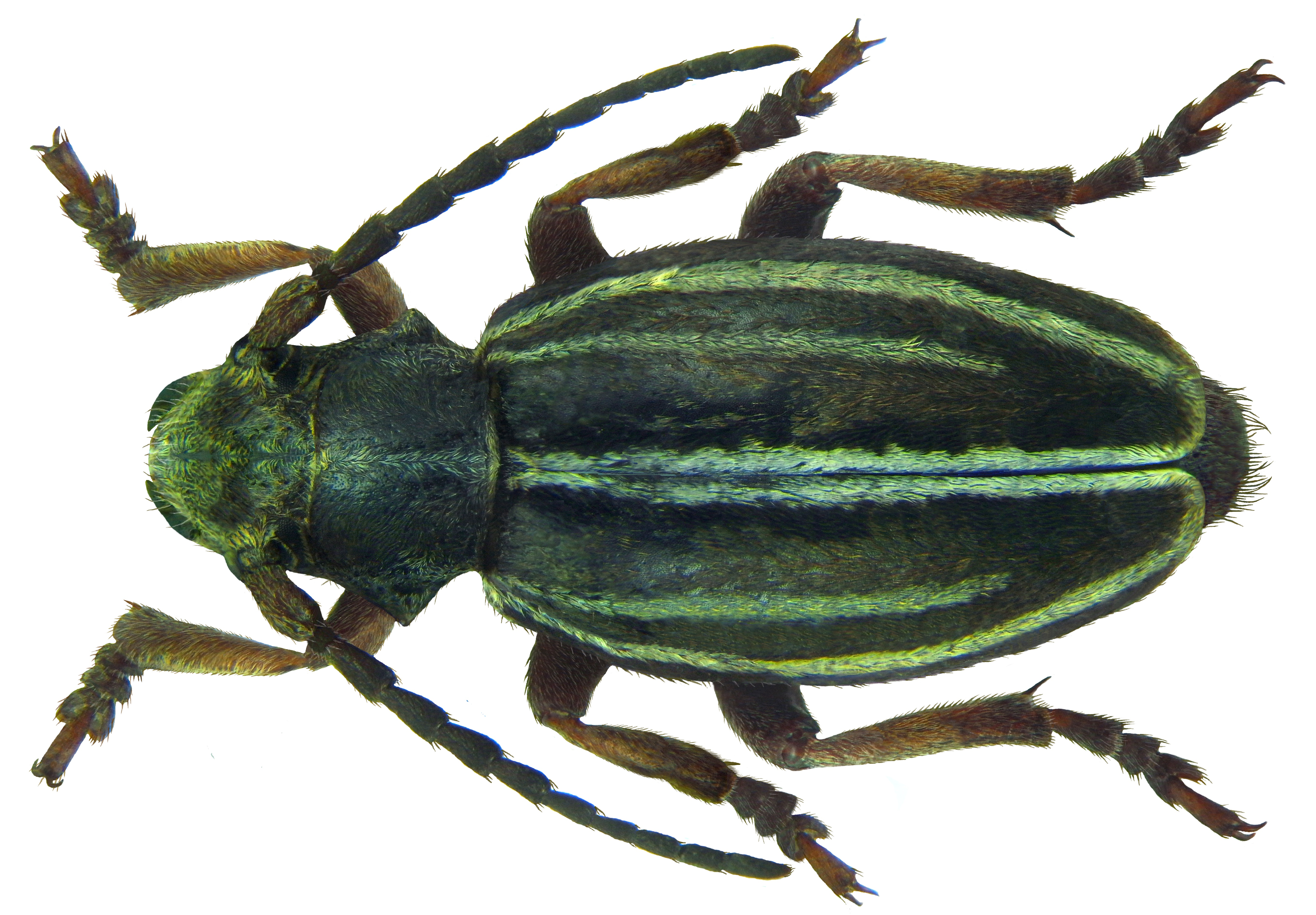
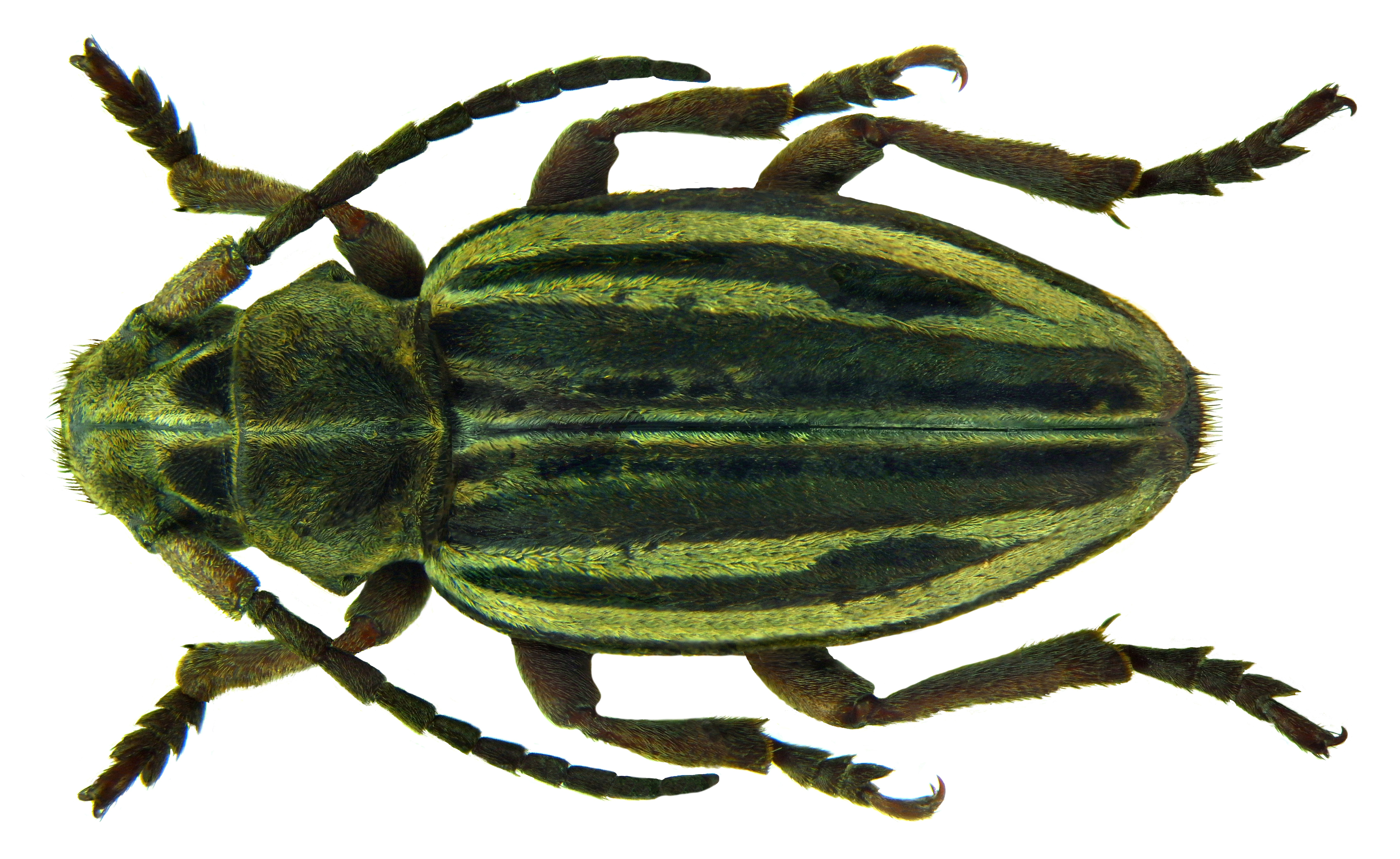
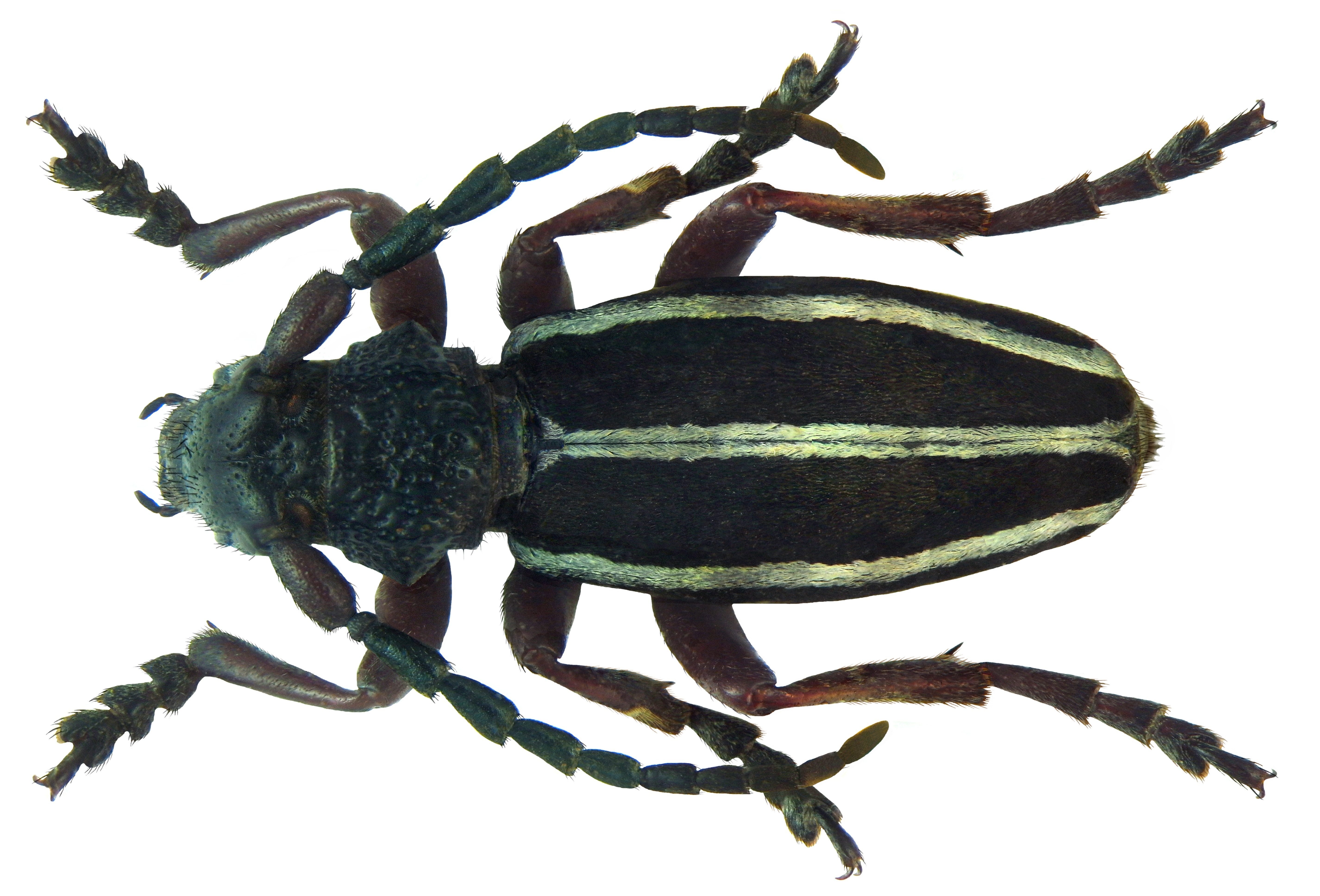
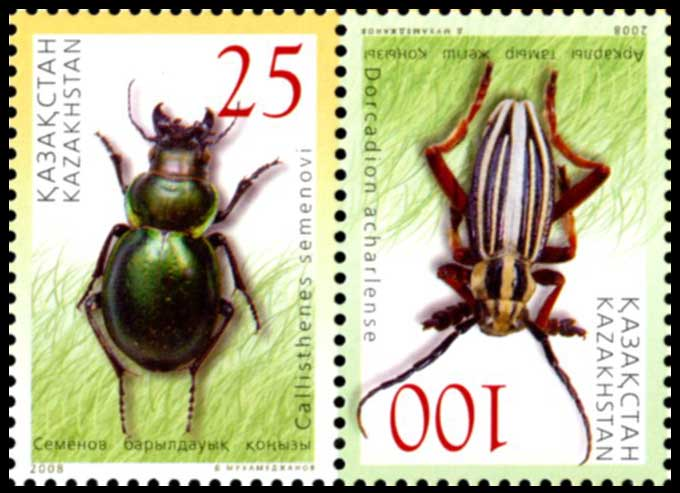

## Dottertaxa tillDorcadion, i alfabetisk ordning[1]
- Dorcadion absinthium
- Dorcadion abstersum
- Dorcadion accola
- Dorcadion acutispinum
- Dorcadion aethiops
- Dorcadion afflictum
- Dorcadion aguadoi
- Dorcadion alakoliense
- Dorcadion albanicum
- Dorcadion albicolle
- Dorcadion albolineatum
- Dorcadion albonotatum
- Dorcadion albosuturale
- Dorcadion alexandris
- Dorcadion almarzense
- Dorcadion amanense
- Dorcadion anatolicum
- Dorcadion apicerufum
- Dorcadion arcivagum
- Dorcadion ardahense
- Dorcadion arenarioides
- Dorcadion argonauta
- Dorcadion aries
- Dorcadion atlantis
- Dorcadion auratum
- Dorcadion axillare
- Dorcadion balthasari
- Dorcadion banjkovskyi
- Dorcadion becerrae
- Dorcadion beckeri
- Dorcadion berytense
- Dorcadion biforme
- Dorcadion bisignatum
- Dorcadion bistriatum
- Dorcadion bithyniense
- Dorcadion blanchardi
- Dorcadion blandulus
- Dorcadion bodemeyeri
- Dorcadion bolivari
- Dorcadion borisi
- Dorcadion borochorense
- Dorcadion boszdaghense
- Dorcadion boucardi
- Dorcadion bouilloni
- Dorcadion brannani
- Dorcadion brauni
- Dorcadion bremeri
- Dorcadion brenskei
- Dorcadion breuningi
- Dorcadion brunneicolle
- Dorcadion brunoi
- Dorcadion bulgharmaadense
- Dorcadion buresi
- Dorcadion cachinno
- Dorcadion caprai
- Dorcadion carinipenne
- Dorcadion carolisturanii
- Dorcadion caspiense
- Dorcadion castilianum
- Dorcadion cephalotes
- Dorcadion chopardi
- Dorcadion chrysochroum
- Dorcadion cinctellum
- Dorcadion cineriferum
- Dorcadion cingulatoides
- Dorcadion cingulatum
- Dorcadion ciscaucasicum
- Dorcadion coelloi
- Dorcadion coiffaiti
- Dorcadion complanatum
- Dorcadion condensatum
- Dorcadion confluens
- Dorcadion corcyricum
- Dorcadion crassicolle
- Dorcadion crassipes
- Dorcadion culminicola
- Dorcadion curtecostatum
- Dorcadion czegodaevi
- Dorcadion czipkai
- Dorcadion danczenkoi
- Dorcadion danilevskyi
- Dorcadion daratshitshagi
- Dorcadion darjae
- Dorcadion decipiens
- Dorcadion demokidovi
- Dorcadion deyrollei
- Dorcadion discodivisum
- Dorcadion discomaculatum
- Dorcadion dokhtouroffi
- Dorcadion drusoides
- Dorcadion drusum
- Dorcadion elazigi
- Dorcadion elbursense
- Dorcadion elegans
- Dorcadion enricisturanii
- Dorcadion epirense
- Dorcadion escherichi
- Dorcadion faldermanni
- Dorcadion ferdinandi
- Dorcadion ferruginipes
- Dorcadion formosum
- Dorcadion frustrator
- Dorcadion fuentei
- Dorcadion funestum
- Dorcadion ganglbaueri
- Dorcadion ghilianii
- Dorcadion glabricolle
- Dorcadion glabriscapus
- Dorcadion glabrofasciatum
- Dorcadion glicyrrhizae
- Dorcadion globithorax
- Dorcadion gorbunovi
- Dorcadion grande
- Dorcadion granigerum
- Dorcadion grustani
- Dorcadion gusakovi
- Dorcadion haemorrhoidale
- Dorcadion halepense
- Dorcadion hampii
- Dorcadion heinzi
- Dorcadion heldreichii
- Dorcadion hellmanni
- Dorcadion heydenii
- Dorcadion heyrovskyi
- Dorcadion hispanicum
- Dorcadion holtzi
- Dorcadion holzschuhi
- Dorcadion iconiense
- Dorcadion impressicolle
- Dorcadion ingeae
- Dorcadion inspersum
- Dorcadion insulare
- Dorcadion irakensis
- Dorcadion iranicum
- Dorcadion irinae
- Dorcadion isernii
- Dorcadion ispartense
- Dorcadion jacobsoni
- Dorcadion jakovleviellum
- Dorcadion janatai
- Dorcadion janssensi
- Dorcadion johannisfranci
- Dorcadion kagyzmanicum
- Dorcadion kaimakcalanum
- Dorcadion kalashiani
- Dorcadion kapchagaicus
- Dorcadion karsense
- Dorcadion kasikoporanum
- Dorcadion kastekus
- Dorcadion kharpuensis
- Dorcadion kindermanni
- Dorcadion klavdiae
- Dorcadion koechlini
- Dorcadion kollari
- Dorcadion komarowi
- Dorcadion korbi
- Dorcadion kozanii
- Dorcadion kraetschmeri
- Dorcadion kruperi
- Dorcadion kuldschanum
- Dorcadion kurdistanum
- Dorcadion kurucanum
- Dorcadion kykladicum
- Dorcadion ladikanum
- Dorcadion laevepunctatum
- Dorcadion lameeri
- Dorcadion lamiae
- Dorcadion ledereri
- Dorcadion ledouxi
- Dorcadion leopardinum
- Dorcadion libanoticum
- Dorcadion lineatocolle
- Dorcadion lineatopunctatum
- Dorcadion litigiosum
- Dorcadion loarrense
- Dorcadion lodosi
- Dorcadion lohsei
- Dorcadion longulum
- Dorcadion lugubre
- Dorcadion macedonicum
- Dorcadion maceki
- Dorcadion maderi
- Dorcadion maljushenkoi
- Dorcadion marandense
- Dorcadion marinae
- Dorcadion martinezii
- Dorcadion martini
- Dorcadion mediterraneum
- Dorcadion menradi
- Dorcadion merkli
- Dorcadion meschniggi
- Dorcadion mesopotamicum
- Dorcadion mimomucidum
- Dorcadion minkovae
- Dorcadion mniszechi
- Dorcadion mokrzeckii
- Dorcadion moreanum
- Dorcadion morozovi
- Dorcadion mosqueruelense
- Dorcadion mucidum
- Dorcadion multimaculatum
- Dorcadion murrayi
- Dorcadion mus
- Dorcadion musarti
- Dorcadion neilense
- Dorcadion nigrosparsum
- Dorcadion nigrostriatum
- Dorcadion nikolaevi
- Dorcadion ninae
- Dorcadion nitidum
- Dorcadion niveisparsum
- Dorcadion nivosum
- Dorcadion nobile
- Dorcadion nudipenne
- Dorcadion nurense
- Dorcadion obenbergeri
- Dorcadion obtusum
- Dorcadion oetalicum
- Dorcadion oezdurali
- Dorcadion olympicola
- Dorcadion optatum
- Dorcadion ortrudae
- Dorcadion ortunoi
- Dorcadion ossae
- Dorcadion panticapaeum
- Dorcadion paracinerarium
- Dorcadion parallelum
- Dorcadion pararenarium
- Dorcadion parcepunctatum
- Dorcadion parinfernale
- Dorcadion parnassi
- Dorcadion pasquieri
- Dorcadion pavesii
- Dorcadion pelidnum
- Dorcadion peloponesium
- Dorcadion peloponnesicum
- Dorcadion petrovitzi
- Dorcadion phenax
- Dorcadion pilosellum
- Dorcadion pilosipenne
- Dorcadion piochardi
- Dorcadion pittinorum
- Dorcadion pluto
- Dorcadion poleti
- Dorcadion praetermissum
- Dorcadion preissi
- Dorcadion profanifuga
- Dorcadion pseudarcivagum
- Dorcadion pseudinfernale
- Dorcadion pseudobithyniense
- Dorcadion pseudocinctellum
- Dorcadion pseudoholosericeum
- Dorcadion pseudolineatocolle
- Dorcadion pseudolugubre
- Dorcadion pseudomolitor
- Dorcadion pseudonobile
- Dorcadion pseudopreissi
- Dorcadion punctipenne
- Dorcadion punctulicolle
- Dorcadion purkynei
- Dorcadion pusillum
- Dorcadion pygmaeum
- Dorcadion pyrenaeum
- Dorcadion quadripustulatum
- Dorcadion regulare
- Dorcadion reitteri
- Dorcadion ressli
- Dorcadion rigattii
- Dorcadion rizeanum
- Dorcadion robustum
- Dorcadion rolandmenradi
- Dorcadion rosti
- Dorcadion rufoapicipenne
- Dorcadion salonicum
- Dorcadion sapkaianum
- Dorcadion sareptanum
- Dorcadion schultzei
- Dorcadion scopolii
- Dorcadion scrobicolle
- Dorcadion seguntianum
- Dorcadion semibrunneum
- Dorcadion semilineatum
- Dorcadion semilucens
- Dorcadion seminudum
- Dorcadion semivelutinum
- Dorcadion septemlineatum
- Dorcadion sericatum
- Dorcadion serouensis
- Dorcadion sevliczi
- Dorcadion shestopalovi
- Dorcadion sinopense
- Dorcadion sinuatevittatum
- Dorcadion smyrnense
- Dorcadion sodale
- Dorcadion songaricum
- Dorcadion sonjae
- Dorcadion spectabile
- Dorcadion steineri
- Dorcadion stephaniae
- Dorcadion sterbai
- Dorcadion striolatum
- Dorcadion sturmi
- Dorcadion subatritarse
- Dorcadion subcorpulentum
- Dorcadion subinterruptum
- Dorcadion subvestitum
- Dorcadion sulcipenne
- Dorcadion suturale
- Dorcadion suvorovianum
- Dorcadion syriense
- Dorcadion taborskyi
- Dorcadion talyschense
- Dorcadion tauricum
- Dorcadion taygetanum
- Dorcadion tebrisicum
- Dorcadion tenuelineatum
- Dorcadion terolense
- Dorcadion theophilei
- Dorcadion thianshanense
- Dorcadion tianshanskii
- Dorcadion tibiale
- Dorcadion toropovi
- Dorcadion tschitscherini
- Dorcadion tuleskovi
- Dorcadion turcicum
- Dorcadion turkestanicum
- Dorcadion turki
- Dorcadion uhagonii
- Dorcadion ullrichi
- Dorcadion unidiscale
- Dorcadion urdzharicum
- Dorcadion urmianum
- Dorcadion wagneri
- Dorcadion valonense
- Dorcadion walteri
- Dorcadion vanhoegaerdeni
- Dorcadion variegatum
- Dorcadion veluchense
- Dorcadion weyersii
- Dorcadion vincenzae
- Dorcadion wolfi
- Dorcadion xerophilum
- Dorcadion zanteanum
- Dorcadion zhaisanicum